# Helambu
Das Helambu (Nepali हेलम्बू), von den Bewohnern Yolmo genannt, ist eine kulturelle und geographische Einheit etwa fünfzig Kilometer Luftlinie nordöstlich von Kathmandu in Nepal und entspricht dem gleichnamigen Village Development Committee (VDC).
Bei der Volkszählung 2011 hatte das VDC Helambu 2564 Einwohner (davon 1258 männlich) in 656 Haushalten.

## Lage

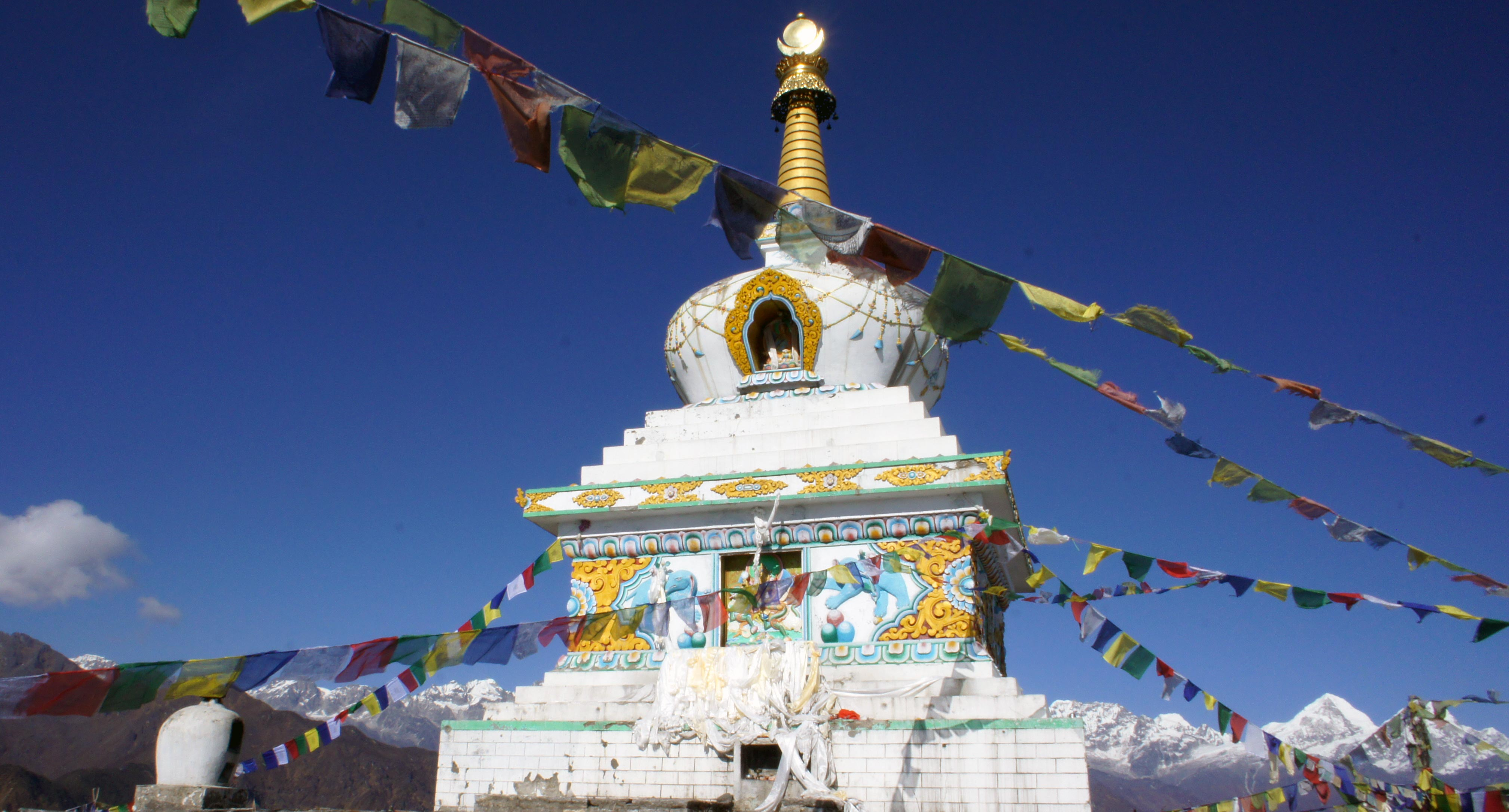
Stupa auf dem Yangri-Peak

Im Norden und Nordwesten begrenzen Ausläufer des Langtang Himal die Region, im Zentrum steht der Kamm der Yangri Danda mit dem heiligen Berg Ama Yangri (3771 m ⊙). An dessen steilen Hängen, abfallend zum Tal des Melamchi Khola im Westen und des Yangri Khola im Osten, siedelt seit vielen Jahrhunderten die tibeto-burmesische Volksgruppe der Yolmopa (auch Yolmo-Sherpa). Das Helambu/Yolmo ist überwiegend Teil des Langtang-Nationalparks. Die Höhen sind bis zur Waldgrenze dicht bewaldet, besonders ist die Region durch vielfältige Variationen von Baum-Rhododendren geprägt (Blüte von März bis Mai).

## Bevölkerung

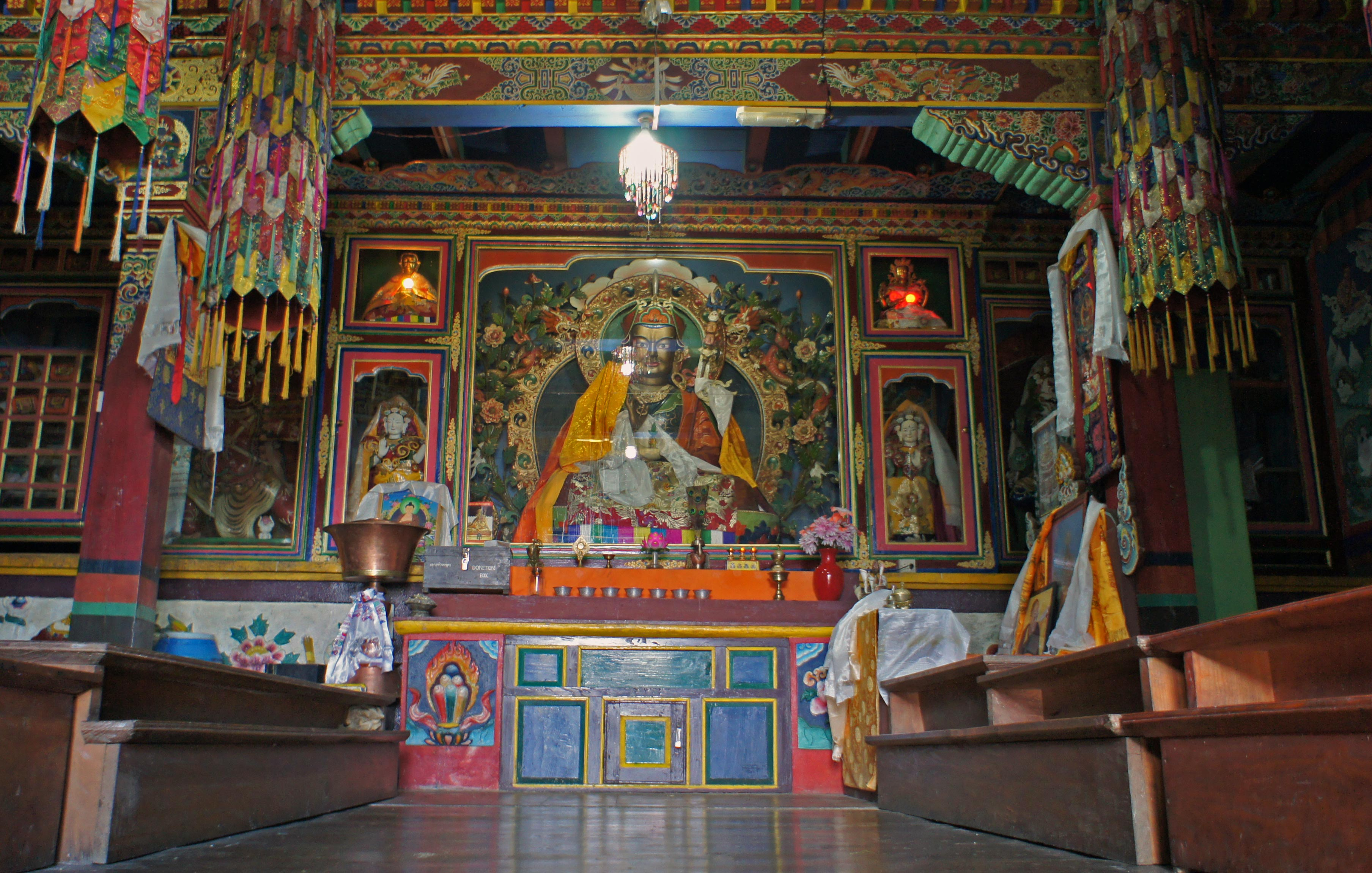
Kloster Cherughyang

Die Yolmopa sind eng verwandt mit den Tamang aus dem Langtang bzw. der Bhote Kosi-Region nördlich von Dhunche und leiten ihre Herkunft aus Südtibet ab. Der Name Sherpa („Ost-Mensch“) steht deshalb hier dafür, dass die Menschen östlich des Flusses Bhote Kosi siedeln. Da ihnen der Name Sherpa wegen Reservierung für die Khumbu-Sherpa in Nepal offiziell verwehrt ist, nennen sich viele wegen der Verbundenheit zum Buddhismus „Lama“; neuerdings wird aber auch der Name „Yolmo“ bzw. „Yolmopa“ benutzt.
Das Helambu/Yolmo ist eine der alten Stammregionen des tibetischen Buddhismus; unzählige Stätten sind dem Wirken des Heiligen und Magiers Padmasambhava (tib.: Guru Rinpoche) zugeschrieben, der im 8. Jh. den Buddhismus nach Tibet brachte, beispielsweise Meditationshöhlen in Melamchighyang und in Dhukpu im oberen Yangri-Kamm oder in der unbewohnten Region östlich des Yangri Khola, aber auch einzelne gespaltene Steine, Höhlungen und ein Fußabdruck. Im 10. Jh. meditierte der Heilige und Dichter Milarepa im Yolmo (Höhle nahe dem Melamchi Khola unterhalb von Tarke Ghyang). Entsprechend befinden sich im Helambu/Yolmo einige der ältesten buddhistischen Klöster Nepals (das vermutlich älteste ist Cherughyang nahe Tarkeghyang).
Die Yolmopa sind überwiegend Anhänger der (alten) Nyingma-Schule, die sich direkt auf Guru Rinpoche zurückführt, und die Religion ist alltäglich und lebendig.
Im Zuge einer Renaissance des Buddhismus sind seit mehr als 20 Jahren in der Region zahlreiche Meditationsstätten entstanden, die von Buddhisten aus Nepal, Tibet, Indien, Bhutan und den Ländern der westlichen Welt aufgesucht werden.

## Orte
Die Hauptdörfer des Helambu/Yolmo sind, jeweils auf ca. 2560 m Höhe gelegen, Shermathang und Tarkeghyang am Yangri-Kamm sowie Melamchighyang (nep.: Melamchigaon) westlich über dem Melamchi Khola. Nachdem durchaus vielversprechende landwirtschaftliche Projekte der 1970er und 1980er Jahre fehlgeschlagen sind (v. a. Obstanbau), arbeiten heute viele Yolmopa auswärts (Indien, Golfstaaten, Korea) und haben den Lebensmittelpunkt ihrer Familien ins Kathmandutal (Bodnath) verlegt. So ist heute das am weitesten im Gebirge liegende Dorf Melamchighyang das lebendigste, mit der Eigeninitiative, den Kindern im Dorf selbst eine Zukunft zu schaffen.

## Zugang
Touristisch ist das Helambu Teil von drei Trekkingrouten. Die am meisten begangene Route führt im Nordwesten über den Laurebina La (4609 m), einen hohen Himalayapass, über die heiligen Seen von Gosainkund in das Tal von Langtang. Sie beginnt am Fuße der Yangri Danda auf 828 m Höhe in Melamchi Pul Bazar, führt über den Kamm, wo sie in Kakani (1950 m) das Yolmo erreicht, und über Shermathang und Tarkeghyang und mit Zwischenabstieg über Melamchighyang, steil hoch zum Pass Thare Pati (3600 m) und weiter (über dem Likhu Khola, Distrikt Nuwakot) zum Laurebina La. Anspruchsvoll ist die Route über den Ganja La (5122 m), die direkt von Shermathang oder Tarkeghyang über nur im Monsun bewohnte Hochalmen und den meist nur mit Bergsteiger-Technik zu überschreitenden Hochpass direkt ins oberste Langtang bei Kyangjin (3750 m) führt.
Ein alter Pilgerweg führt ostwärts aus dem Helambu/Yolmo über die Dörfer am Yangri Khola und über die heiligen Seen von Panch Pokhari (3960 m) am Südfuße des Jugal Himal über mehrere Bergkämme zur Bhote Kosi bei Tatopani/Kodari an der Grenze nach Tibet.